# Horní Město
Horní Město är en ort i Tjeckien. Den ligger i den östra delen av landet, 200 km öster om huvudstaden Prag. Horní Město ligger 683 meter över havet och antalet invånare är 1 009.
Terrängen runt Horní Město är kuperad åt sydväst, men åt nordost är den platt. Runt Horní Město är det glesbefolkat, med 12 invånare per kvadratkilometer. Närmaste större samhälle är Šumperk, 18,3 km väster om Horní Město. I omgivningarna runt Horní Město växer i huvudsak blandskog.